# Amorphoscelis brunneipennis
Amorphoscelis brunneipennis es una especie de mantis de la familia Amorphoscelidae.

## Distribución geográfica
Se encuentra en la India y Sri Lanka.